# Laurent Bénégui
 (mars 2021).
Œuvres principales
Au petit Marguery
Laurent Bénégui, né le 14 mai 1959 à Paris, est un écrivain, réalisateur, producteur de cinéma et scénariste français. Il a notamment remporté le grand prix de littérature policière en 1999 pour le roman La Paresse de Dieu.

## Biographie
Fils de restaurateurs, ayant pour vocation d'être médecin, il a fait 7 années d'études au CHU St Louis-Lariboisière. En 1983, il exerce 2 semaines comme médecin généraliste avant d'abandonner pour se consacrer à l'écriture.
Chevalier de l'ordre des arts et des lettres, il a depuis publié 15 romans, réalisé 5 films, écrit plus d'une quinzaine de longs-métrages et téléfilms. Fondateur de la société Magouric Productions en 1993, il a produit une quinzaine de longs-métrages et plus d'une cinquantaine de courts-métrages.

## Œuvre littéraire
- Caramelle, Paris, Bernard Barrault Éditions, 1989, 96 p.  (ISBN 2-7360-0113-3)
- Au petit Marguery, Paris, Bernard Barrault Éditions, 1991, 407 p.  (ISBN 2-7360-0130-3) adapté au cinéma par l'auteur en 1993.
- Les Femmes de la petite couronne, théâtre, Éditions Lansman, 1995, p.  (ISBN 2-87282-107-4)
- Le Roman des quarks, Paris, Éditions Julliard, 1995, 241 p.  (ISBN 2-260-01184-5)
- La Paresse de Dieu, Paris, Éditions Julliard, 1998, 211 p.  (ISBN 2-260-01417-8) (Grand prix de littérature policière 1999)
- Je ne veux pas être là, Paris, Éditions Julliard, 2006, 366 p.  (ISBN 2-260-01717-7)
- Le jour où j’ai voté pour Chirac. Paris, Éditions Julliard, 2007, 268 p.  (ISBN 978-2-260-01728-8)
- Le Tournevis infiniment petit, Paris, Éditions Julliard, 2008, 299 p.  (ISBN 2-260-01747-9)
- SMS, Paris, Éditions Julliard, 2009, 282 p.  (ISBN 978-2-260-01768-4) Adapté au cinéma par Gabriel Julien-Laferrière en 2014
- Mon pire ennemi est sous mon chapeau, Paris, Éditions Julliard, 2012, 314 p.  (ISBN 978-2-260-01827-8) Prix Albert Bichot 2012 dans le cadre du Salon Livres en Vignes
- J’ai sauvé la vie d'une star d’Hollywood, Paris, Éditions Julliard, 2014, 344 p.  (ISBN 978-2-260-02095-0)
- Naissance d'un père, Paris, Éditions Julliard, 2016  (ISBN 9782260029793)
- La part des anges, Paris, Éditions Julliard, 2017  (ISBN 978-2-260-03043-0) Prix de l'académie Rabelais
- Le Mari de la harpiste, Paris, Éditions Julliard, 2019  (ISBN 978-2-260-03043-0)
- Retour à Cuba, Paris, Éditions Julliard, 2021  (ISBN 978-2260032571)
- Les étoiles doubles, Paris, Éditions Julliard, 2023  (ISBN 978-2260055075)

## Filmographie

### Producteur

#### Au cinéma
- 1994 : La Vie à rebours (court-métrage)
- 1994 : Se pendre à son cou (court-métrage)
- 1995 : Ada sait pas dire non (court-métrage)
- 1995 : Romaine et les filles (court-métrage)
- 1995 : Au petit Marguery de Laurent Bénégui
- 1996 : Entre ciel et terre (court-métrage)
- 1996 : À toute vitesse de Gaël Morel
- 1997 : Romaine d’Agnès Obadia
- 1997 : Rien que des grandes personnes (court-métrage)
- 1997 : Liberté chérie (court-métrage)
- 1997 : Au bord de l'autoroute (court-métrage)
- 1997 : J'irai au paradis car l'enfer est ici de Xavier Durringer
- 1998 : L'Arrière pays de Jacques Nolot
- 1999 : Mille bornes d’Alain Beigel
- 1999 : Nos vies heureuses de Jacques Maillot
- 2000 : Du poil sous les roses  d’Agnès Obadia
- 2001 : J'ai tué Clémence Acéra de Jean-Luc Gaget
- 2002 : A+ Pollux de Luc Pagès
- 2002 : Mille millièmes de Rémi Waterhouse
- 2004 : Qui perd gagne ! de Laurent Bénégui
- 2008 : Les liens du sang de Jacques Maillot
- 2009 : Romaine par moins 30 d’Agnès Obadia

(moyen-métrage)
- 1995 : Corps inflammables (court-métrage)
- 1995 : 75 centilitres de prière (court-métrage)
- 2001 : Confessions dans un bain (court-métrage)
- 2001 : Les Inévitables (court-métrage)
- 2001 : Naturellement
- 2003 : Jeux de plage
- 2005 : Angélus (court-métrage)

#### À la télévision
- 2002 : Froid comme l'été de Jacques Maillot

### Réalisateur

#### Au cinéma
- 1991 : Un type bien
- 1993 : Mireille et Barnabé aimeraient bien en avoir un ... (court métrage)
- 1995 : Au petit Marguery
- 1997 : Mauvais Genre
- 2004 : Qui perd gagne !

#### À la télévision
- 2011 : La Nouvelle Blanche-Neige

### Scénariste

#### Au cinéma
- 1987 : La Princesse surgelée d'Olivier Esmein (Court métrage)
- 1991 : Un type bien de Laurent Bénégui
- 1994 : Les Braqueuses de Jean-Paul Salomé
- 1995 : Au petit Marguery de Laurent Bénégui
- 1996 : Rainbow pour Rimbaud de Jean Teulé
- 1997 : Mauvais Genre de Laurent Bénégui
- 1997 : Romaine d’Agnès Obadia
- 2004 : Qui perd gagne ! de Laurent Bénégui
- 2009 : Romaine par moins 30 d’Agnès Obadia
- 2014 : SMS de Gabriel Julien-Laferrière

#### À la télévision
- 1991 : Crimes et Jardins
- 1995 : L'Enfant des rues de François Luciani
- 1998 : Le Poteau d'Aldo de Didier Grousset
- 1998 : La Course de l'escargot de Jérôme Boivin
- 2011 : La Nouvelle Blanche-Neige de Laurent Bénégui

## Prix
- Grand prix de littérature policière 1999 pour La Paresse de Dieu[2]
- Prix Albert Bichot 2012 pour Mon pire ennemi est sous mon chapeau[réf. nécessaire]
- Prix de l'académie Rabelais 2018 pour La part des anges[2]